# Coppa Italia di Serie A2 2022-2023 (pallavolo femminile)
La Coppa Italia di Serie A2 2022-2023 si è svolta dal 30 dicembre 2022 al 29 gennaio 2023: al torneo hanno partecipato dodici squadre di club italiane e la vittoria finale è andata per la prima volta al Roma Club.

## Formula
La formula ha previsto ottavi di finale, quarti di finale, semifinali e finale, tutti disputati in gara unica.

## Squadre partecipanti
| Squadra              | Qualificazione                                     |
| -------------------- | -------------------------------------------------- |
| Adolfo Consolini     | 2ª al girone di andata Serie A2 2022-23 (girone B) |
| Futura Giovani       | 3ª al girone di andata Serie A2 2022-23 (girone A) |
| Hermaea              | 6ª al girone di andata Serie A2 2022-23 (girone A) |
| Idea Sassuolo        | 4ª al girone di andata Serie A2 2022-23 (girone A) |
| Libertas Martignacco | 5ª al girone di andata Serie A2 2022-23 (girone B) |
| Millenium Brescia    | 1ª al girone di andata Serie A2 2022-23 (girone A) |
| Mondovì              | 5ª al girone di andata Serie A2 2022-23 (girone A) |
| Montecchio Maggiore  | 4ª al girone di andata Serie A2 2022-23 (girone B) |
| Roma Club            | 1ª al girone di andata Serie A2 2022-23 (girone B) |
| Soverato             | 6ª al girone di andata Serie A2 2022-23 (girone B) |
| Talmassons           | 3ª al girone di andata Serie A2 2022-23 (girone B) |
| Trentino             | 2ª al girone di andata Serie A2 2022-23 (girone A) |

## Torneo

### Tabellone
|  | Ottavi di finale | Ottavi di finale     | Ottavi di finale |  |  | Quarti di finale | Quarti di finale     | Quarti di finale |                |   | Semifinali | Semifinali        | Semifinali |           |   | Finale | Finale | Finale |  |
|  |                  |                      |                  |  |  |                  |                      |                  |                |   |            |                   |            |           |   |        |        |        |  |
|  | 4B               | Montecchio Maggiore  | 2                |  |  |                  |                      |                  |                |   |            |                   |            |           |   |        |        |        |  |
|  | 5A               | Mondovì              | 3                |  |  | 1A               | Millenium Brescia    | 3                |                |   |            |                   |            |           |   |        |        |        |  |
|  |                  |                      |                  |  |  | 5A               | Mondovì              | 2                |                |   |            |                   |            |           |   |        |        |        |  |
|  |                  |                      |                  |  |  |                  |                      |                  |                |   | 1A         | Millenium Brescia | 3          |           |   |        |        |        |  |
|  | 3A               | Futura Giovani       | 3                |  |  |                  |                      | 3A               | Futura Giovani | 1 |            |                   |            |           |   |        |        |        |  |
|  | 6B               | Soverato             | 0                |  |  | 2B               | Adolfo Consolini     | 0                |                |   |            |                   |            |           |   |        |        |        |  |
|  |                  |                      |                  |  |  | 3A               | Futura Giovani       | 3                |                |   |            |                   |            |           |   |        |        |        |  |
|  |                  |                      |                  |  |  |                  |                      |                  |                |   | 1A         | Millenium Brescia | 0          |           |   |        |        |        |  |
|  | 4A               | Idea Sassuolo        | 2                |  |  |                  |                      |                  |                |   |            |                   | 1B         | Roma Club | 3 |        |        |        |  |
|  | 5B               | Libertas Martignacco | 3                |  |  | 1B               | Roma Club            | 3                |                |   |            |                   |            |           |   |        |        |        |  |
|  |                  |                      |                  |  |  | 5B               | Libertas Martignacco | 0                |                |   |            |                   |            |           |   |        |        |        |  |
|  |                  |                      |                  |  |  |                  |                      |                  |                |   | 1B         | Roma Club         | 3          |           |   |        |        |        |  |
|  | 3B               | Talmassons           | 3                |  |  |                  |                      | 2A               | Trentino       | 1 |            |                   |            |           |   |        |        |        |  |
|  | 6A               | Hermaea              | 0                |  |  | 2A               | Trentino             | 3                |                |   |            |                   |            |           |   |        |        |        |  |
|  |                  |                      |                  |  |  | 3B               | Talmassons           | 0                |                |   |            |                   |            |           |   |        |        |        |  |

### Risultati

#### Ottavi di finale
| 11 gennaio 2023 PalaBorsani, Castellanza Durata: 1h:11 - Spettatori: ?         | Futura Giovani      | 3 - 0 | Soverato             | 25-22, 25-17, 25-18               |
| 11 gennaio 2023 PalaPaganelli, Sassuolo Durata: 1h:55 - Spettatori: 500        | Idea Sassuolo       | 2 - 3 | Libertas Martignacco | 23-25, 25-20, 26-28, 25-22, 11-15 |
| 12 gennaio 2023 Palazzetto dello Sport, Latisana Durata: 1h:23 - Spettatori: ? | Talmassons          | 3 - 0 | Hermaea              | 25-14, 25-22, 27-25               |
| 30 dicembre 2022 PalaFerroli, San Bonifacio Durata: 1h:58 - Spettatori: ?      | Montecchio Maggiore | 2 - 3 | Mondovì              | 21-25, 25-23, 25-17, 23-25, 12-15 |

#### Quarti di finale
| 18 gennaio 2022 PalaGeorge, Montichiari Durata: 2h:11 - Spettatori: ?                           | Millenium Brescia | 3 - 2 | Mondovì              | 25-22, 25-22, 22-25, 21-25, 20-18 |
| 18 gennaio 2022 Palazzetto dello Sport, San Giovanni in Marignano Durata: 1h:25 - Spettatori: ? | Adolfo Consolini  | 0 - 3 | Futura Giovani       | 23-25, 19-25, 23-25               |
| 18 gennaio 2022 Palazzetto dello Sport, Guidonia Montecelio Durata: 1h:16 - Spettatori: ?       | Roma Club         | 3 - 0 | Libertas Martignacco | 25-16, 25-23, 25-19               |
| 18 gennaio 2022 PalaSanbapolis, Trento Durata: 1h:15 - Spettatori: 374                          | Trentino          | 3 - 0 | Talmassons           | 26-24, 25-12, 25-16               |

#### Semifinali
| 25 gennaio 2023 PalaGeorge, Montichiari Durata: 1h:40 - Spettatori: ?                      | Millenium Brescia | 3 - 1 | Futura Giovani | 25-22, 25-19, 22-25, 25-23 |
| 25 gennaio 2023 ,Palazzetto dello Sport, Guidonia Montecelio Durata: 1h:53 - Spettatori: ? | Roma Club         | 3 - 1 | Trentino       | 25-23, 23-25, 25-23, 25-19 |

#### Finale
| 29 gennaio 2023 Unipol Arena, Casalecchio di Reno Durata: 1h:35 - Spettatori: 7 200 | Millenium Brescia | 0 - 3 | Roma Club | 19-25, 20-25, 30-32 |